# Pfaffenhofen (Altomünster)
Pfaffenhofen ist ein Ortsteil des Marktes Altomünster im oberbayerischen Landkreis Dachau. Am 1. Mai 1978 kam das Kirchdorf Pfaffenhofen als Ortsteil von Wollomoos zu Altomünster.

## Geschichte
Der Ort erscheint erstmals eindeutig im zweiten Herzogsurbar von 1280 als „Pfaffenhouen“, wo der lateinische Zusatz "prope Altenmvnster" (nahe bei Altomünster) auf diese Siedlung hinweist. Der Ortsname bedeutet "Hof eines Pfarrers". Die Kirche St. Laurentius steht auf einem kleinen Hügel inmitten des Dorfes. Sie besaß immer einen eigenen Friedhof. In der Konradinischen Matrikel von 1315 ist sie nur indirekt erwähnt. Pfarrsitz war bis 1866 Sielenbach, seitdem gehört das Dorf zur Pfarrei Wollomoos.
Im Jahr 1820 lebten in Pfaffenhofen 61 Einwohner in 9 Häusern. Im Jahre 1884 wohnten 81 Personen in 13 Häusern.

## Sehenswürdigkeiten
- Katholische Filialkirche St. Laurentius

Der heutige Kirchenbau stammt zu einem kleinen Teil noch aus dem 13. Jahrhundert, also noch aus romanischer Zeit. Der untere Mauerbereich (bis zur Höhe von drei Metern) ist doppelt  so dick, wie das darüber liegende Mauerwerk. Ein größerer Umbau fand im Jahr 1650/70, also kurz nach dem Dreißigjährigen Krieg statt. Dabei wurde die Kirche auch barockisiert.